# ضبيان (ملحان)

تعديل مصدري - تعديل

ضبيان هي إحدى قرى عزلة العمارية بمديرية ملحان التابعة لمحافظة المحويت، بلغ تعداد سكانها 53 نسمة حسب تعداد اليمن لعام 2004.